# بوجي (أرواح)
بوجي (بالإنجليزية: Bogie)‏ أرواح سيئة ولكنها غير مؤذية تعيش في العتمة والظلام. يمكن العثور عليها في الأقبية والحظائر والطوابق الأولى وخزائن الملابس والأشجار الجوفاء والكهوف، إلى جانب أمكنة شبيهة أخرى. والأمكنة المفضلة عندهم هي الأمكنة التي يخزن فيها الناس الأمتعة التي لا يستخدمونها، ولكنهم ينفرون من الأشياء المرمية والمهملة. ولهذا فإن الطوابق المهملة والوسخة والمخازن التي تستخدم للنفايات تخيف عددا من البوجي. ومع أنهم يحاولون التحرك خلسة، فإن حماقتهم تفضح حضورهم كالقعقعة والضجيج والشقاق فيما بينهم. ويسلون أنفسهم بالتحويم خلف ظهر الشخص فيخلقون إزعاجا غامضا له لا يعرف سببه، أو يسحبون البطانيات في الليالي الباردة عن النائمين وغير ذلك من الإزعاجات. وهم يحبون التجسس على الناس والاستماع لمحادثاتهم.